# روني فلويد
روني فلويد (بالإنجليزية: Ronnie Floyd)‏ هو قس أمريكي، ولد في 11 نوفمبر 1955 في غونزاليس في الولايات المتحدة.